# 尼古拉·安德烈耶维奇·安德烈耶夫
尼古拉·安德烈耶维奇·安德烈耶夫（羅馬化：Nikolay Andreyevich Andreyev；1873年10月14日（26日）—1932年12月24日），苏联雕塑家、艺术家。创作了许多弗拉基米尔·列宁的塑像和画像。